# Drongpa
Drongpa, även känt som Zhongba, är ett härad (dzong) som lyder under staden Shigatse i Tibet-regionen i sydvästra Kina.
Ett härad med namnet Lunggar urskildes 1983 ur en del av Drongpa men inlemmades 1999 åter i Drongpa.